# Mimegralla ledermanni
Mimegralla ledermanni är en tvåvingeart som beskrevs av Günther Enderlein 1922. Mimegralla ledermanni ingår i släktet Mimegralla och familjen skridflugor. Inga underarter finns listade i Catalogue of Life.